# Liste der antiken Bildhauer
Die Liste der antiken Bildhauer versammelt alle namentlich bekannten Personen, die in der Antike auf dem Gebiet der Bildhauerei tätig waren.
Die Liste befindet sich im Aufbau.

## A
- Aba (Bildhauer)
- Ablion (Bildhauer)
- Agasias (Sohn des Dositheos) (griechischer Bildhauer)
- Agasias (Sohn des Menophilos) (griechischer Bildhauer)
- Agathanor (Bildhauer)
- Agathokles (Bildhauer) (Bildhauer)
- Agathon (griechischer Bildhauer)
- Agathon (griechischer Bildhauer)
- Agathon (griechischer Bronzebildner)
- Agathon (griechischer Bronzegießer)
- Ageladas von Argos (6. Jahrhundert v. Chr.), griechischer Bronzegießer des 6. Jahrhunderts v. Chr.
- Ageladas von Argos (5. Jahrhundert v. Chr.), griechischer Bronzegießer des 5. Jahrhunderts v. Chr.
- Agesandros, siehe Hagesandros (Bildhauer)
- Agorakritos (Bildhauer)
- Akestor (Bildhauer)
- Alexandros (Bildhauer)
- Alexis (Bildhauer)
- Alkamenes (Bildhauer)
- Alxenor aus Naxos (Bildhauer)
- Alypos (Bronzebildner)
- Amphion aus Knossos (Bildhauer)
- Anaxagoras aus Ägina (Bronzebildner)
- Angelion (Bildhauer)
- Antenor aus Athen (attischer Bildhauer)
- Antignotos (Bronzegießer)
- Antigonos (Bronzebildner)
- Antiochos (Bildhauer)
- Antiphanes aus Paros (Bildhauer)
- Antonianos von Aphrodisias (Bildhauer)
- Apellas (Bronzebildner)
- Aphrodisios (Bildhauer)
- Apollodoros (Erzgießer, 5. Jahrhundert v. Chr.)
- Apollodoros (Bildhauer, 2. Jahrhundert v. Chr.)
- Apollodor (Bronzebildner)
- Apollonios von Athen, Sohn des Nestor, griechischer Bildhauer und Erzbildner aus Athen, 1. Jahrhundert v. Chr.
- Apollonios von Athen (Sohn des Archias), Erzgießer, Verfertiger der in Herculaneum in der Villa dei papiri gefundenen Bronzekopie des Polykletischen Doryphoroskopfes
- Apollonios von Athen (Bildhauer, Kaiserzeit), Bildhauer, bekannt durch seine in den Falten eines in Sparta befindlichen Chlamysfragments angebrachten Künstlerinschrift, deren Schriftformen auf die Kaiserzeit weisen
- Apollonios aus Marathon (Bildhauer, 3. Jahrhundert v. Chr.)
- Apollonios von Tralleis (Bildhauer)
- Archelaos von Priene (Bildhauer, 2. Jahrhundert v. Chr.)
- Archermos (Bildhauer)
- Argeiadas von Argos (Bronzebildner)
- Aristaias aus Aphrodisias (Bildhauer)
- Aristandros aus Paros (Bronzebildner)
- Aristias aus Aphrodisias (Bildhauer)
- Aristion von Paros (Bildhauer)
- Aristokles (attischer Bildhauer) (Bildhauer)
- Aristokles (Bildhauer, 6. Jahrhundert v. Chr.) (Bildhauer)
- Aristokles aus Sikyon (Erzbildner)
- Aristokles aus Kydonia (Bildhauer)
- Aristokles (Sohn des Kleoitas) (Bildhauer)
- Aristokles (Bildhauer, 4. Jahrhundert v. Chr.) (Bildhauer)
- Aristokles (Sohn des Nikomachos) (Bildhauer)
- Aristokrates (Bildhauer)
- Aristokrates von Sikyon (Bronzebildner)
- Arkesilaos (Bildhauer)
- Arkesilaos (Bildhauer)
- Athanodoros aus Achaia (Bildhauer)
- Athanodoros von Rhodos (Bildhauer)
- Athenis von Chios (Bildhauer)
- Athenogenes (Bildhauer)
- Attalos aus Athen (auch Attalus) (Bildhauer)
- Attikianos aus Aphrodisias (Bildhauer)

## B
- Bathykles (Bildhauer und Architekt)
- Baton (Bildhauer)
- Boethos von Karthago (Bildhauer)
- Boethos von Kalchedon (Bronzebildner)
- weitere Bildhauer und Künstler des Namens Boethos, die Zuweisung zahlreicher Kunstwerke zu einem bestimmten Boethos ist häufig umstritten:
  - Boethos von Karthago (Bildhauer)
  - Boethos von Kalchedon (Bildhauer und Toreut)
  - Boethos, griechischer Bildhauer, bekannt nur aus einer 126/5 v. Chr. zu datierenden Signatur aus Delos
  - Boethos, Sohn des Diod[otos?], griechischer Bildhauer, im 3. oder 1. Jahrhundert v. Chr. in Athen
  - Boethos, griechischer Bildhauer hellenistischer Zeit
- Boidas (griechischer Erzgießer)
- Bryaxis (Bildhauer)
- Bupalos (Bildhauer und Architekt)
- Butes (Bildhauer)

## C
- Chaireas (Bronzebildner)
- Chairestrator (Bildhauer)
- Chares von Lindos (Bildhauer)
- Cheirisophos (Bildhauer)
- Coponius (Bildhauer)
- Cossutius Cerdo (Bildhauer)
- Cossutius Menelaos (Bildhauer)

## D
- Damophon von Messene (Bildhauer)
- Daidalos (mythischer Handwerker, Erfinder und Bildhauer)
- Daidalos aus Sikyon (Bronzebildner)
- Daitondas (Bronzebildner)
- Dameas aus Kroton (auch Demeas) (Bildhauer)
- Dameas aus Kleitor (Bronzebildner)
- Damokritos (Bildhauer)
- Damophon von Messene (Bildhauer)
- Deinomenes (Bronzebildner)
- Demetrios von Alexandria, Bildhauer der römischen Kaiserzeit, Sohn des Apollonios
- Demetrios von Alopeka, griechischer Bildhauer (4. Jahrhundert v. Chr.)
- Demetrios von Athen, athenischer Bildhauer, Sohn des Philon aus dem Demos Ptelea
- Demetrios (Bildhauer)
- Demetrios (Bildhauer)
- Demetrios von Rhodos (Sohn des Heliodoros), rhodischer Bildhauer, Sohn des Heliodoros und Bruder des Bildhauers Plutarchos, 1. Hälfte 1. Jahrhundert v. Chr.
- Demetrios von Rhodos (Sohn des Demetrios), rhodischer Bildhauer, Sohn des Demetrios, 1. Hälfte 1. Jahrhundert v. Chr.
- Demetrios von Rhodos (2. Jahrhundert v. Chr.), rhodischer Bildhauer, 2. Jahrhundert v. Chr.
- Demetrios von Rhodos (Sohn des Diomedon), rhodischer Bildhauer, Sohn des Diomedon
- Demetrios (Bronzebildner)
- Diogenes (Bildhauer)
- Dionysios aus Argos (Bronzebildner)
- Dionysios (Bildhauer)
- Dionysios (Bildhauer)
- Dipoinos (Bildhauer)
- Doidalses (Bildhauer)
- Dontas, Bildhauer, 6. Jahrhundert v. Chr.
- Dorotheos (Bronzebildner)
- Dorykleidas, Bildhauer, 6. Jahrhundert v. Chr.

## E
- Euphranor (Bildhauer und Maler)

## G
- Geneleos (Bildhauer)
- Gitiades (Bildhauer)
- Glykon von Athen (Bildhauer)

## H
- Hageladas und Hegelades siehe Ageladas
- Hagesandros (Bildhauer)
- Hegias (Bildhauer)
- Heliodoros (Bildhauer)
- Hermogenes (Bildhauer)
- Hilinos (Bildhauer)

## K
- Kalamis (Bildhauer)
- Kalliades (Bildhauer)
- Kallias (Bildhauer)
- Kallikles (Bildhauer)
- Kallikrates (Bildhauer)
- Kallikrates (Bildhauer, Bronzebildner)
- Kallippos (Bildhauer)
- Kallon von Aigina, auch Kalon (Bildhauer)
- Kallon von Elis, auch Kalon (Bildhauer)
- Kanachos aus Sikyon (Bildhauer und Erzbildner)
- Kanachos aus Sikyon II (Bildhauer und Erzbildner)
- Kanachos (Sohn des Deinomenes) (Bildhauer)
- Kaphisias (Bildhauer)
- Kephisodotos der Ältere (Bildhauer)
- Kephisodotos der Jüngere (Bildhauer)
- Klearchos (Bildhauer)
- Kleomenes von Athen (Bildhauer)
- Kleon (Bildhauer)
- Kresilas (Bildhauer)
- Kritios (Bildhauer)

## L
- Leochares (Bildhauer)
- Lysipp (Bildhauer)
- Lysistratos (Bildhauer)

## M
- Medon, Bildhauer, 6. Jahrhundert v. Chr.
- Meidias (Bildhauer)
- Mikon der Ältere (Bildhauer, Maler)
- Myron (Bildhauer)

## N
- Naukydes (Bildhauer)
- Nesiotes (Bildhauer)

## O
- Onatas (Bildhauer, Bronzebildner)

## P
- Paionios (Bildhauer)
- Pasiteles (Bildhauer)
- Phidias (auch Pheidias) (Bildhauer)
- Philoxenos (Bildhauer)
- Phokas (Bildhauer)
- Piston (Bildhauer)
- Polydoros (Bildhauer)
- Polyklet (Bildhauer)
- Praxiteles (Bildhauer)

## S
- Shabaz (Bildhauer)
- Silanion (Bildhauer)
- Skopas (Bildhauer)
- Sosikles (Bildhauer)
- Stephanos (Bildhauer)
- Straton von Argos (Bildhauer)
- Sulinus (Bildhauer)

## T
- Tektaion (Bildhauer)
- Theorretos (Bildhauer)
- Thrasymedes von Paros (Bildhauer)
- Timagoras aus Kamiros (Bildhauer)
- Timagoras aus Rhodos (Bildhauer)

## V
- Vulca (etruskischer Bildhauer)

## X
- Xenokrates (Bildhauer)
- Xenophilos (Bildhauer)
- Xenophon (Bildhauer)

## Z
- Zenas der Ältere (Bildhauer)
- Zenas der Jüngere (Bildhauer)
- Zenodoros (Bildhauer und Toreut)
- Zenodotos (Bildhauer)
- Zenon von Aphrodisias (Bildhauer)
- Zeuxis (Bildhauer)
- Zoilos (Bildhauer)
- Zoilos der Ältere (Bildhauer)
- Zoilos der Jüngere (Bronzebildner)